# Strobilomyia carbonaria
Strobilomyia carbonaria är en tvåvingeart som först beskrevs av Ringdahl 1948.  Strobilomyia carbonaria ingår i släktet Strobilomyia och familjen blomsterflugor. Inga underarter finns listade i Catalogue of Life.